# Jennifer Batten
Jennifer Batten (New York, 29 novembre 1957) è una chitarrista statunitense, divenuta famosa per la collaborazione con Michael Jackson in particolare per la sua partecipazione come chitarrista principale ai tre tour solisti del cantante: il Bad World Tour (1987-1989), il Dangerous World Tour (1992-1993) e l'HIStory World Tour (1996-1997).

## Biografia

### Primi anni
Fin da piccola inizia a coltivare l'amore per la musica ascoltando i Beatles, i quali saranno la sua principale fonte d'ispirazione negli anni a venire. Quando sua sorella maggiore portò a casa una chitarra lei, per gelosia, decise di imparare a suonarla. Nel 1979 si diplomò al GIT di Hollywood e cominciò a lavorare con artisti come Michael Sembello, Joe Diorio, Steve Trovato e Steve Lynch (chitarrista della band hair metal Autograph). Da quest'ultimo apprese il tapping, tecnica che diventerà fondamentale nel suo stile.

### Successo mondiale
Nel 1986 la svolta: Steve Trovato, suo collega e amico insegnante al GIT, la avvisò che Michael Jackson stava avviando i preparativi del tour mondiale di Bad, e lei si offrì per il provino di chitarrista. Da sola, di fronte ad una videocamera, suonò alcuni brani rock, jazz e funky, in più il famoso assolo di Beat It (registrato in studio da Eddie Van Halen); il provino fu superato brillantemente e la Batten venne scelta tra centinaia di partecipanti. Secondo quanto da lei stessa dichiarato, quando le chiesero se avessero potuto "ritoccare" il suo look, lei rispose «fate ciò che volete!». Il risultato fu un personaggio dall'aspetto androgino, con un'enorme chioma di capelli biondo platino, un vestito di pelle nera e costumi stravaganti.
Nel 1989 iniziò a lavorare ad un suo progetto solista, dal titolo Above, Below and Beyond, che vedrà la luce nel 1992, nel periodo in cui lei si trova impegnata con Michael Jackson nel Dangerous World Tour. L'album racchiudeva un miscuglio di vari generi musicali: rock, metal, jazz, R&B, tribal. Brani principali sono le sue versioni de Il volo del calabrone, del classico jazzistico Giant Steps (John Coltrane) e di Respect di Aretha Franklin. Divenuta ormai famosa come “la chitarrista di Michael Jackson”, nonché ritenuta la controparte al femminile di Steve Vai, comincia a tenere seminari nelle scuole di musica in tutto il mondo. Jennifer fu poi nuovamente reclutata per accompagnare Michael Jackson nel suo ultimo tour mondiale, l'HIStory World Tour del 1996-1997. Nel 1997 esce il suo secondo disco, dal titolo Tribal Rage, registrato con il bassista Ricky Wolking e il batterista Glenn Sobel. Il genere era decisamente più sperimentale del precedente: strumenti etnici mescolati con il suono della chitarra, la quale diventa ora un barrito di un elefante ora l'urlo di Tarzan. Sempre nel 1997 inizia la sua collaborazione con Jeff Beck con il quale si troverà a suonare in tour e in studio, registrando il disco Who Else.

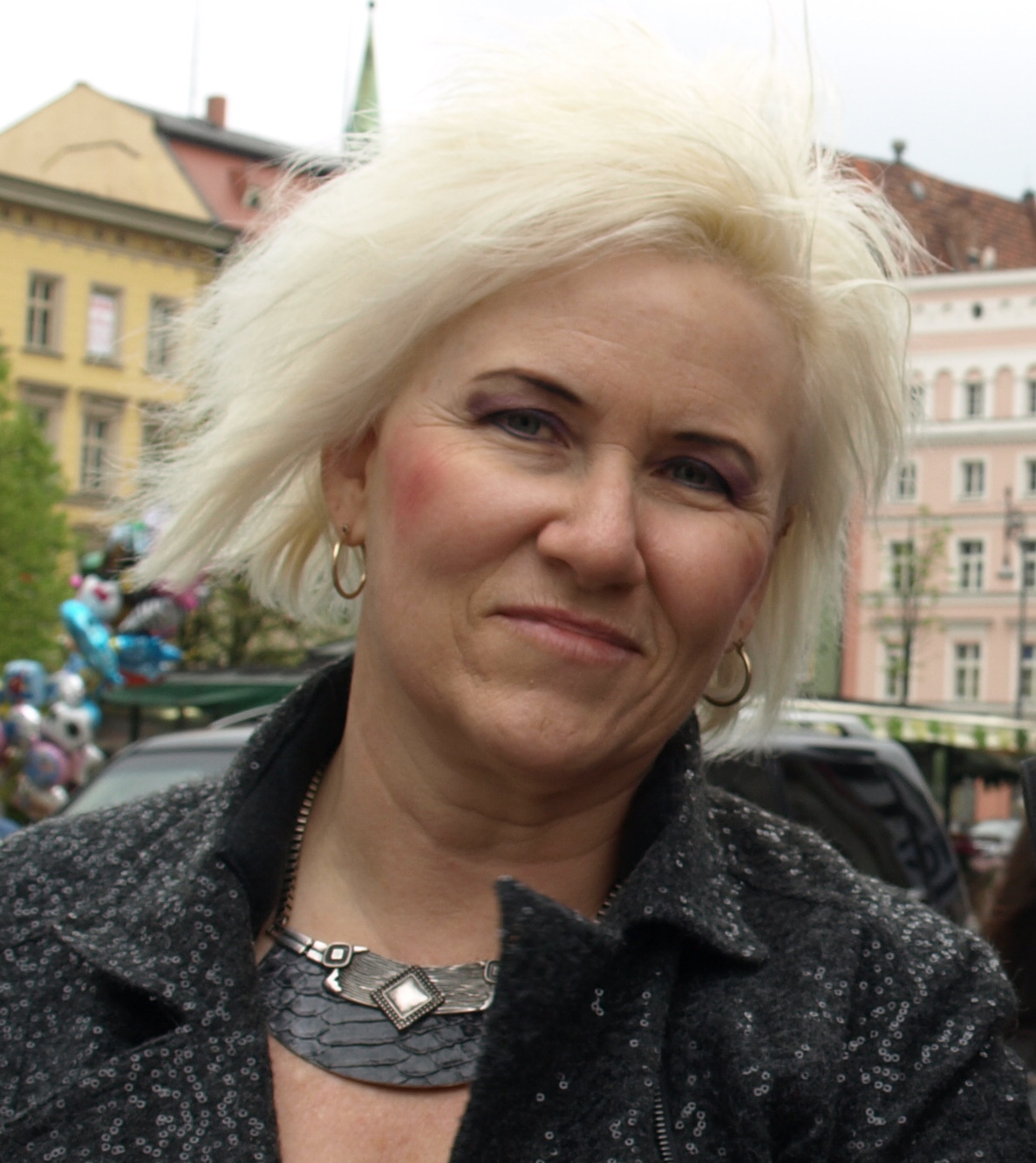
Jennifer Batten nel 2013

Le partecipazioni e le collaborazioni della Batten includono, tra le più importanti: una breve apparizione nel film Moonwalker (1988) di Michael Jackson, nel segmento finale durante la cover di Jackson di Come Together; un'apparizione nel videoclip di Jackson Dirty Diana (1988); la partecipazione all'halftime del Super Bowl XXVII, sempre al fianco di Jackson, nel '93.
Ha all'attivo un metodo didattico dal titolo Two Hand Rock, edito dalla REH. Il 10 settembre 2007 viene pubblicato in Giappone (in vendita dal 18 aprile 2008 per gli USA e l'Europa) il suo terzo disco solista, dal titolo Whatever, insieme ad un DVD omonimo che raccoglie alcuni contenuti extra e una sezione didattica.
Dopo la morte di Michael Jackson, avvenuta il 25 giugno 2009, inizia ad esibirsi in vari concerti tributo in onore di Jackson in tutto il mondo, spesso accompagnando alla chitarra imitatori e tribute band dell'artista, proseguendo per tutti gli anni 2010 e 2020.
Nel 2010, ha registrato un assolo per la canzone Bad Girls della cantante polacca Dorota Rabczewska detta Doda. Ha collaborato ad un CD rock melodico con il cantante Marc Scherer e il produttore Jim Peterik (ex Survivor) che è stato pubblicato nel settembre 2017, intitolato BattleZone.

## Discografia
- 1992 - Above, Below And Beyond
- 1997 - Momentum (Jennifer Batten's Tribal Rage)
- 2007 - Whatever (Experience)